# 章允儒
章允儒（？—？），字珍甫，别号鲁斋，江西南昌人，明朝政治人物。同进士出身。

## 生平
萬曆三十四年（1606年）丙午科舉人，四十四年（1616年），登進士。同年，接替郑元昭任华亭县知县一职。天启二年（1622年）由郭如接任。擢吏科給事中。熹宗初，逆璫魏忠賢漸擅威福，織造大監李實尤朘削於東南，借違忤上供參知府張宗衡等奪俸。允儒抗疏駮之，疏入，璫以阻撓龍袍矯旨予杖，仍謫戍。會上御經筵，首輔葉向高從容陳說，意稍解，俄以天變修省，從薄譴奪俸一年。魏璫自是深銜之。允儒遂請假歸，居吏垣六月，凡所爭三案爭封疆暨籌邊惜餉疏十餘上，皆言人不敢言，鐫級調外，旣去仍削奪。崇禎改元，起吏科都給事，未幾枚卜命下，適允儒以首垣主議，所推舉皆人望，惟烏程温體仁不與，溫體仁遂發難言廷推不公，章允儒竟以削籍出國門。

## 家族
曾祖章用文，封通議大夫。祖章繼暘，封通議大夫。父章邦翰，山東右布政使。